# Іран на літніх Олімпійських іграх 1956
Іран на літніх Олімпійських іграх 1956 року, які проходили в Мельбурні, був представлений 17 спортсменами (усі чоловіки) у 3 видах спорту: легка атлетика, важка атлетика та боротьба. Прапороносцем на церемонії відкриття Олімпійських ігор був важкоатлет, срібний призер попередньої Олімпіади, Махмуд Намджу.
Іран втретє взяв участь у літніх Олімпійських іграх. Іранські спортсмени здобули 5 медалей: дві золотих, дві срібних та одну бронзову. В неофіційному заліку збірна Ірану зайняла 14-е загальнокомандне місце.

## Учасники
За видом спорту та статтю
| Вид спорту     | Чоловіки | Жінки | Разом |
| -------------- | -------- | ----- | ----- |
| Легка атлетика | 2        | 0     | 2     |
| Важка атлетика | 7        | 0     | 7     |
| Боротьба       | 8        | 0     | 8     |
| Total          | 17       | 0     | 17    |

## Медалісти
| Медаль | Спортсмен                 | Вид спорту     | Дисципліна                |
| ------ | ------------------------- | -------------- | ------------------------- |
| Золото | Імам-Алі Габібі           | Боротьба       | вільна боротьба, до 67 кг |
| Золото | Голамреза Тахті           | Боротьба       | вільна боротьба, до 87 кг |
| Срібло | Могаммад Алі Ходжастегпур | Боротьба       | вільна боротьба, до 52 кг |
| Срібло | Мехді Ягубі               | Боротьба       | вільна боротьба, до 57 кг |
| Бронза | Махмуд Намджу             | Важка атлетика | до 56 кг                  |

## Боротьба
Вільна боротьба
| Спортсмен                | Дисципліна  | Раунд 1                      | Раунд 2                        | Раунд 3                         | Раунд 4                        | Раунд 5                            | Фінал                        | Місце |
| ------------------------ | ----------- | ---------------------------- | ------------------------------ | ------------------------------- | ------------------------------ | ---------------------------------- | ---------------------------- | ----- |
| Могаммад Алі Ходжастепур | до 52 кг    | Bye                          | Луїджі Чинаццо (ITA) W 3–0     | Дік Дельгадо (USA) W 3–0        | Асаї Тадасі (JPN) W 3–0        |                                    | Хюсеїн Акбаш (TUR) W 3–0     | 2     |
| Могаммад Алі Ходжастепур | до 52 кг    | Bye                          | Луїджі Чинаццо (ITA) W 3–0     | Дік Дельгадо (USA) W 3–0        | Асаї Тадасі (JPN) W 3–0        | Міріан Цалкаламанідзе (URS) L туше |                              | 2     |
| Мехді Ягубі              | до 57 кг    | Михайло Шахов (URS) W 3–0    | Джеффрі Джеймісон (AUS) W туше | Тарашкесвар Пандей (IND) W туше | Мустафа Дагистанли (TUR) L 1–2 | Лі Сан Гюн (KOR) W 3–0             |                              | 2     |
| Нассер Гівегчи           | до 62 кг    | Абе Гельденгюс (RSA) W 3–0   | Гербі Гол (GBR) W туше         | Ерккі Пентіля (FIN) L 1–2       | Байрам Шит (TUR) L 0–3         |                                    | не пройшов                   | 6     |
| Імам-Алі Габібі          | до 67 кг    | Улле Андерберг (SWE) W туше  | Тот Дьюла (HUN) W 3–0          | Роже Бельє (FRA) W 3–0          | Гарібальдо Ніццола (ITA) W 3–0 | Касагара Сігеру (JPN) W 3–0        | Алімбег Бестаєв (URS) W туше | 1     |
| Набі Сорурі              | до 73 кг    | Деві Сінгх (IND) W туше      | Ерні Фішер (USA) L 0–3         | Мітко Петков (BUL) W 3–0        | Конрад де Вільєрс (RSA) W 3–0  |                                    | не пройшов                   | 4     |
| Аббас Занді              | до 79 кг    | Кацурамото Казуо (JPN) W 3–0 | Bye                            | Ісмет Атли (TUR) L 0–3          | Денніел Годж (USA) L туше      | не пройшов                         | не пройшов                   | 7     |
| Голамреза Тахті          | до 87 кг    | Ян Терон (RSA) W туше        | Роберт Стекль (CAN) W туше     | Огіро Міцугіро (JPN) W туше     | Кевін Куте (AUS) W туше        |                                    | Борис Кулаєв (URS) W 3–0     | 1     |
| Голамреза Тахті          | до 87 кг    | Ян Терон (RSA) W туше        | Роберт Стекль (CAN) W туше     | Огіро Міцугіро (JPN) W туше     | Кевін Куте (AUS) W туше        | Піт Блейр (USA) W 3–0              |                              | 1     |
| Гуссейн Нурі             | понад 87 кг | Юсеїн Мегмедов (BUL) L 0–3   | Джон да Сільва (NZL) W 3–0     | Гаміт Каплан (TUR) L туше       | не пройшов                     |                                    | не пройшов                   | 9     |

## Важка атлетика
Чоловіки
| Спортсмен         | Дисципліна  | Вивага | Ривок | Поштовх | Разом | Місце |
| ----------------- | ----------- | ------ | ----- | ------- | ----- | ----- |
| Махмуд Намджу     | до 56 кг    | 100.0  | 102.5 | 130.0   | 332.5 | 3     |
| Гуссейн Заріні    | до 60 кг    | 92.5   | 92.5  | 120.0   | 305.0 | 13    |
| Генрік Тамраз     | до 67,5 кг  | 115.0  | 105.0 | 145.0   | 365.0 | 5     |
| Ібрагім Пейраві   | до 75 кг    | 107.5  | 117.5 | 147.5   | 372.5 | 7     |
| Джалал Мансурі    | до 82,5 кг  | 132.5  | 122.5 | 162.5   | 417.5 | 4     |
| Гассан Рагнаварді | до 90 кг    | 140.0  | 127.5 | 157.5   | 425.0 | 4     |
| Фіруз Поджган     | понад 90 кг | 147.5  | 132.5 | 170.0   | 450.0 | 4     |

## Легка атлетика
| Спортсмен      | Дисципліна        | Час          | Місце        |
| -------------- | ----------------- | ------------ | ------------ |
| Алі Багбанбаші | марафон, чоловіки | не фінішував | не фінішував |

Десятиборство
| Спортсмен         | Дисципліна              | 100 м    | Стрибки в довжину | Штовхання ядра | Стрибки у висоту | 400 м    | 110 м з бар'єрами | Метання диска | Стрибки з жердиною | Метання списа | 1500 м     | Разом | Місце |
| ----------------- | ----------------------- | -------- | ----------------- | -------------- | ---------------- | -------- | ----------------- | ------------- | ------------------ | ------------- | ---------- | ----- | ----- |
| Наджмеддін Фарабі | десятиборство, чоловіки | 12.1 572 | 6.25 575          | 11.31 524      | 1.70 656         | 52.3 684 | 17.4 372          | 28.73 347     | 3.30 438           | 41.23 375     | 4:24.8 560 | 5103  | 12    |